# المیر والی‌اف
المیر والی‌اف (ترکی آذربایجانی: Elmir Valiyev؛ زادهٔ ۶ ژوئن ۱۹۸۹) سیاست‌مدار اهل جمهوری آذربایجان است.